# Canon EOS 10D
La Canon EOS 10D è una fotocamera reflex digitale (DSLR) presentata dalla Canon il 27 febbraio 2003.

## Caratteristiche
Presenta una risoluzione di 6,3 megapixel, su sensore APS-C in tecnologia CMOS. Nella fascia di appartenenza, si distingue dal precedente modello EOS D60 per il corpo realizzato in magnesio, un autofocus più veloce, maggiore sensibilità massima, un miglior comportamento agli alti ISO e una raffica migliore.
Il modello successivo alla EOS 10D è la 20D, ma prima dell'annuncio di quest'ultima Canon inaugura con la 300D una nuova fascia economica mai esistita prima nel mercato delle reflex digitali. Da notare che D60, 10D e 300D montano il medesimo sensore di immagine.

## Ottiche EF-S
A differenza dei modelli con sensore APS-C presentati successivamente, la 10D non può montare le ottiche Canon EF-S, ma soltanto EF. Tuttavia gli obiettivi con attacco EF-S come il EF-S 18-55mm f/3.5-5.6, il EF-S 17-85 f/4-5.6 IS USM o il EF-S 10-22mm f/3.5-4.5 USM possono essere utilizzati su questa fotocamera mediante una piccola modifica, sebbene con limitazioni parziali e senza l'autorizzazione del produttore.